# كونفير إكس بي-46
كونفير إكس بي-46 (بالإنجليزية: Convair XB-46)‏ هي قاذفة قنابل أنتجت في الولايات المتحدة. من صناعة كونفير. كان أول طيران لها في 1947. صنع منها نموذج واحد، وبلغت تكلفته 4.9 مليون دولار.